# Next 2 You
"Next 2 You" é uma canção gravada pelo cantor-compositor norte-americano Chris Brown contida em seu quinto álbum de estúdio F.A.M.E.. Foi composta por Chris Brown, Nasri Atweh, Adam Messinger, Amber Streeter e produzida pelos dois últimos. A faixa marca a segunda colaboração entre Brown e Justin Bieber.
"Next 2 You" é uma canção de música pop e R&B que fala de um relacionamento conturbado. Desempenhou-se entre as tabelas musicais do Reino Unido, Estados Unidos, Austrália, Nova Zelândia, Irlanda, Canadá, Suíça, Coreia do Sul, Áustria, Alemanha, Eslováquia e Escócia.

## Antecedentes
Ser capaz de colaborar de [Bieber] foi ótimo. Ele é um jovem, gato e enérgico, de modo à ser capaz de trabalhar com ele, com a base de fãs que ele tem, foi incrível. Eu conheço um monte de meninas que vão adorar este registro [...] Ele está fazendo o negócio dele em uma idade jovem, e eu estava fazendo o meu em uma idade jovem, de modo a ser capaz de vê-lo subir é narcótico." - Chris Brown falando como foi trabalhar com Justin Bieber em "Next to You".

A canção foi escrita por Brown e Streeter Amber (do grupo feminino americano de R&B RichGirl) com Nasri Atweh e Adam Messinger da equipa de produção The Messengers e produzida pelos dois últimos. Em dezembro de 2010, Brown twittou que estaria colaborando com Bieber, postando em seu Twitter: "Eu e @justinbieber temos um registro HIPER / SUCESSO para todos os fãs de lá fora, no início do ANO NOVO! 2011."
A canção estreou on-line a 8 de março de 2011 e marcou a segunda colaboração de Bieber e Brown, a primeira foi "Up" original do álbum My World 2.0 e inclusa em uma versão editada com os vocais de Brown no Never Say Never – The Remixes. Em entrevista à MTV News, Brown revelou que após gravar o remix de "Up" desejaria ter a colaboração de Bieber em um álbum seu.

## Composição
"Next To You" é uma canção de música pop e R&B. A canção fala sobre um relacionamento, mas Eliot Glazer da MTV Buzzworthy disse que a música também continha letras inspiradoras. Possui "digitalizados" violinos. De acordo com a partitura publicada em Musicnotes.com pela Sony/ATV Music Publishing, a canção é definida em tempo comum com um ritmo moderado de 116 batidas por minuto. É composto na chave de E ♭ maior com os vocais de Bieber e Brown que mede a partir da nota mais baixa G3 e a nota mais alta C6. A canção apresenta progressão harmônica de E♭-B♭-Cm-A♭.
A canção tem Brown e Bieber em versos comerciais e os dois no refrão que é composto por: "Eu vou estar lá quando você estiver inseguro / Que você sabe que você está sempre linda / Garota, porque você é a única coisa que eu tenho agora." Nadia Noir da WXRK disse que a música era um híbrido de uma "dança-copota" e uma "canção de amor". Além disso, Charley Rogulewski da AOL Music descreveu-a como "sonho pop de uma canção de amor".

## Desempenho nas paradas musicais
| País - Tabela                                  | Melhor posição |
| ---------------------------------------------- | -------------- |
| Austrália (ARIA)                               | 22             |
| Austrália - (Australian Urban Singles Chart)   | 9              |
| Áustria (Ö3 Austria Top 75)                    | 20             |
| Canadá (Canadian Hot 100)                      | 36             |
| O campo songid é OBRIGATÓRIO PARA PARADA ALEMÃ | 28             |
| Irlanda (IRMA)                                 | 21             |
| Nova Zelândia (Recorded Music NZ)              | 11             |
| Escócia (Scottish Singles Chart)               | 12             |
| Eslováquia (Rádio Top 100)                     | 37             |
| Coreia do Sul - GAON                           | 95             |
| Suíça (Schweizer Hitparade)                    | 74             |
| Reino Unido (UK Singles Chart)                 | 14             |
| Estados Unidos (Billboard Hot 100)             | 26             |

| País          | Associação | Certificação |
| ------------- | ---------- | ------------ |
| Austrália     | ARIA       | Platina      |
| Nova Zelândia | RIANZ      | Ouro         |